# Родела, Хосе
Хосе Родела (англ. Jose Rodela) (род. 15 июня 1937, г. Корпус-Кристи, штат Техас) — солдат армии США, ветеран Вьетнамской войны, удостоился медали Почёта.
Родела, американец мексиканского происхождения, вступил в армию США в 1955 году в возрасте 17 лет и ушёл в отставку в звании мастер-сержант в 1975 году.
18 марта 2014 года президент США Барак Обама вручил Роделе медаль Почёта на церемонии в Белом доме. Родела был награждён за свои действия 1 сентября 1969 года на посту командира роты в ходе 18-часового боя его батальона в провинции Фыоклонг. Его батальон был атакован и понёс тяжёлые потери. Родела периодически выходил на простреливаемое место, чтобы оказать помощь упавшим товарищам и чтобы уничтожить вражескую ракетную позицию. Награждение произошло благодаря закону о полномочиях на оборону (Defense Authorization Act) согласно которому произошёл пересмотр заслуг ветеранов Второй мировой, Корейской и Вьетнамской  войны, чтобы не допустить предубеждения против лиц еврейского, африканского и латиноамериканского происхождения.    

## Наградная запись к медали Почёта
За выдающуюся храбрость и отвагу, проявленные с риском для жизни при выполнении и перевыполнении долга службы.
Сержант первого класса Хосе Родела отличился благодаря актам храбрости и отваге, проявленные с риском для жизни при выполнении и перевыполнении долга службы на посту командира роты подразделения В-36, роты А, 5-й (воздушно-десантной) группы специальных сил в ходе боевых действий в провинции Фыоклонг, республики Вьетнам 1 сентября 1969 года. В этот день батальон сержанта первого класса Роделы попал под интенсивный обстрел из миномётов, базук и пулемётов. Игнорируя плотный вражеский огонь сержант первого класса Родела перемещался от позиции к позиции, обеспечивая подавляющий огонь и помогая раненым, а также сам получил ранения в спину и голову гранатой из РПГ-2, когда помогал раненому товарищу. Сержант первого класса Родела в одиночку атаковал и уничтожил вражескую ракетную позицию, после чего успешно вернулся за периметр батальона. Выдающийся героизм и самоотверженность сержанта первого класса Роделы поддержали высочайшие традиции военной службы и принесли великую честь ему, его части и армии США. 
Оригинальный текст (англ.)
For conspicuous gallantry and intrepidity at the risk of his life above and beyond the call of duty:
Sergeant First Class Jose Rodela distinguished himself by acts of gallantry and intrepidity above and beyond the call of duty while serving as the company commander, Detachment B-36, Company A, 5th Special Forces Group (Airborne), 1st Special Forces during combat operations against an armed enemy in Phuoc Long Province, Republic of Vietnam on September 1, 1969. That afternoon, Sergeant First Class Rodela's battalion came under an intense barrage of mortar, rocket, and machine gun fire. Ignoring the withering enemy fire, Sergeant First Class Rodela immediately began placing his men into defensive positions to prevent the enemy from overrunning the entire battalion. Repeatedly exposing himself to enemy fire, Sergeant First Class Rodela moved from position to position, providing suppressing fire and assisting wounded, and was himself wounded in the back and head by a B-40 rocket while recovering a wounded comrade. Alone, Sergeant First Class Rodela assaulted and knocked out the B-40 rocket position before successfully returning to the battalion's perimeter. Sergeant First Class Rodela's extraordinary heroism and selflessness above and beyond the call of duty are in keeping with the highest traditions of military service and reflect great credit upon himself, his unit and the United States Army
— 

## Другие награды

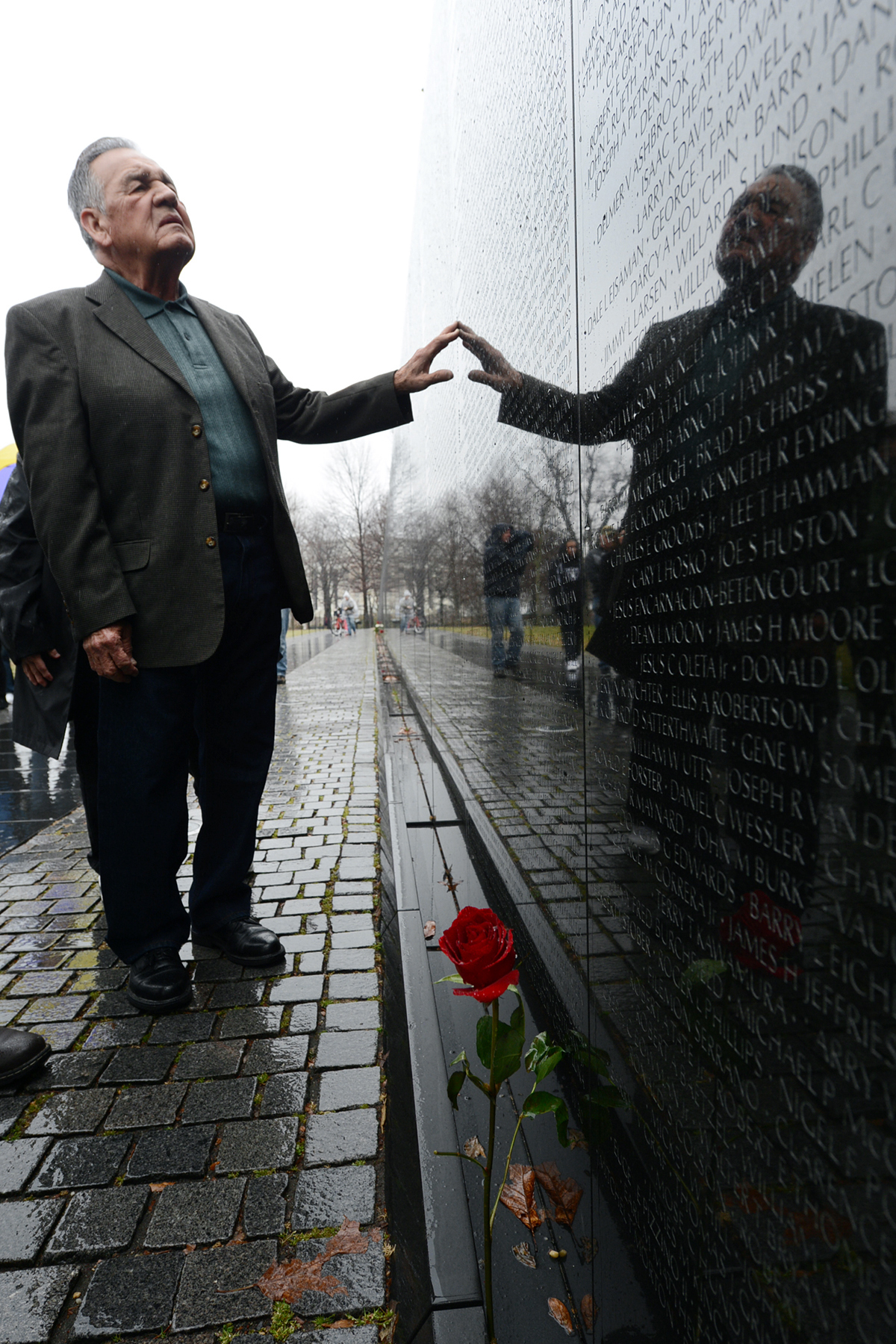
Родела у мемориале ветеранов войны во Вьетнаме, 2014 год.

Кроме медали Почёта Родела получил следующие награды:
- Бронзовая звезда
- Пурпурное сердце with one Bronze Oak Leaf Cluster
- Медаль военно-воздушных сил with "V" Device
- Похвальная медаль (армия) with one Bronze Oak Leaf Cluster
- Президентская благодарность подразделению
- Похвальная благодарность армейской воинской части with one Bronze Oak Leaf Cluster
- Медаль «За безупречную службу» (армия) with Silver Clasp and two Loops
- Медаль «За службу национальной обороне»
- Медаль «За службу во Вьетнаме» with four Bronze Service Stars
- Крест «За храбрость» with Palm Device
- Republic of Vietnam Civil Actions Medal Unit Citation
- Медаль «За кампанию во Вьетнаме»
- Значок боевого пехотинца
- Master Parachutist Badge
- Expert Marksmanship Badge с пряжкой Rifle
- Special Forces Tab
- Republic of Vietnam Special Forces Honorary Jump Wings
- Colombian Army Parachutist Badge
- Army Special Forces CSIB и DUI
- 5 Overseas Service Bars
- 7 Service stripes